# وعلى الأرض السماء
وعلى الأرض السماء فيلم لبناني إنتاج عام 2007 من إخراج شادي زين الدين وهو أول فيلم طويل للمخرج زين الدين. استغرق إنتاج الفيلم مدة ثلات سنوات كأول تجربة للأغلبية في الطاقم التقني.

## محور القصة
يوسف مجنون مسنّ يعيش في أطلال مبنى، يمضي حياته يجمع صور لأشخاص سعداء، حيث وراء كل صورة حكاية في مدينة مزقتها الحروب.

## الممثلين
- رفيق على أحمد بدور يوسف
- كارمن لبس بدور لمياء
- عمار شلق بدور والد نايا
- نايا سلامة بدور نايا

## تقديرات وجوائز
- ترشيح لجائزة المهر خلال مهرجان دبي السينمائي الدولي 2007، الإمارات العربية المتحدة.[2]
- مشاركة في مهرجان روتردام السينمائي الدولي 2008، هولندا.[3]

## وصلات خارجية
- الموقع الرسمي.
- وعلى الأرض السماء على موقع IMDb (الإنجليزية)
- وعلى الأرض السماء على موقع ألو سيني (الفرنسية)
- وعلى الأرض السماء على موقع Turner Classic Movies (الإنجليزية)
- وعلى الأرض السماء على موقع أول موفي (الإنجليزية)
- وعلى الأرض السماء على موقع قاعدة بيانات الفيلم (الإنجليزية)
- وعلى الأرض السماء على موقع ليتربوكسد (الإنجليزية)

.
- شريط دعائي للفيلم على يوتيوب.